# Romanian International 2011
Die Romanian International 2011 fanden in Timișoara vom 17. bis zum 20. März 2011 statt. Der Referee war Marcel Pierloot aus Belgien. Das Preisgeld betrug 5.000 US-Dollar, wodurch das Turnier in das BWF-Level 4B eingeordnet wurde. Es war die 13. Austragung dieser internationalen Meisterschaften von Rumänien im Badminton.

## Austragungsort
- Complexul Sportiv Banu Sport, FC Ripensia Street 33

## Finalergebnisse
| Disziplin    | Sieger                      | Finalist                         | Ergebnis          |
| ------------ | --------------------------- | -------------------------------- | ----------------- |
| Herreneinzel | Koichi Saeki                | Rasmus Fladberg                  | 21:13 21:16       |
| Dameneinzel  | Minatsu Mitani              | Yui Hashimoto                    | 21:14 21:16       |
| Herrendoppel | Sam Magee Tony Stephenson   | Mykola Dmytryshyn Vitaliy Konov  | 21:13 21:14       |
| Damendoppel  | Alexandra Bruce Michelle Li | Sonia Olariu Florentina Petre    | 21:15 21:14       |
| Mixed        | Sam Magee Chloe Magee       | Roman Zirnwald Elisabeth Baldauf | 21:12 18:21 21:18 |